# Incendie de Camp Bangui
- Bouca
- Gaga
- Bouar
- Massacre de Bouar
- Incendie de Camp Bangui
- 1er Massacre de Boali
- 2e Bangui
- Bossangoa
- Opération Sangaris
- Bozoum
- Massacre de Bohong
- Massacre de Bossembélé‎
- Massacre de Bossemptélé
- Massacre de Baoro
- 2e Massacre de Boali
- 1er Grimari
- 2e Grimari
- Boguila
- Batangafo

L'incendie de Camp Bangui désigne l'attaque et les destructions causées par les forces de la Seleka dans le village minier de Camp Bangui, à 25 kilomètres de Gaga, dans la province d’Ombella-M'Poko, en République centrafricaine. Cette attaque s'inscrit dans la guerre civile de Centrafrique.

## Déroulement
Le 10 novembre, le Général Abdallah Hamat, membre de la Seleka, arrive à Gaga avec une douzaine d'hommes. Il est rejoint par le Colonel Ahmed Akhtahir et une douzaine d'hommes alors que depuis tôt le matin, des membres de la Seleka quittaient la ville pour « combattre les anti-balaka ». Abdallah Hamat réquisitionne des motos et demande à la population musulmane, du carburant et de l'argent. Il prend ensuite avec ses hommes la direction de Camp Bangui.
Human Rights Watch se rend à Camp Bangui le 14 novembre, et découvre la ville dévastée. Selon les témoignages, les forces de la Seleka sont arrivées, en tirant dans le village et la population s'est enfuie. Plusieurs hommes du village auraient tenté de riposter. Les membres de la Seleka auraient pillé le village, puis brûlé les maisons.

## Conséquences
Trois cadavres auraient été recensés par les habitants restés à Camp Bangui, mais Human Rights Watch suppose un bilan plus lourd. Des images aériennes de Camp Bangui ont été révélées par HRW et témoigne de l'importance des destructions. L'association comptabilise environ 235 habitations détruites et déplore une violation du droit humanitaire international. Selon elle, les participants à l'attaque se sont rendus responsables de crimes de guerre.